# Kloster Gertrudenberg

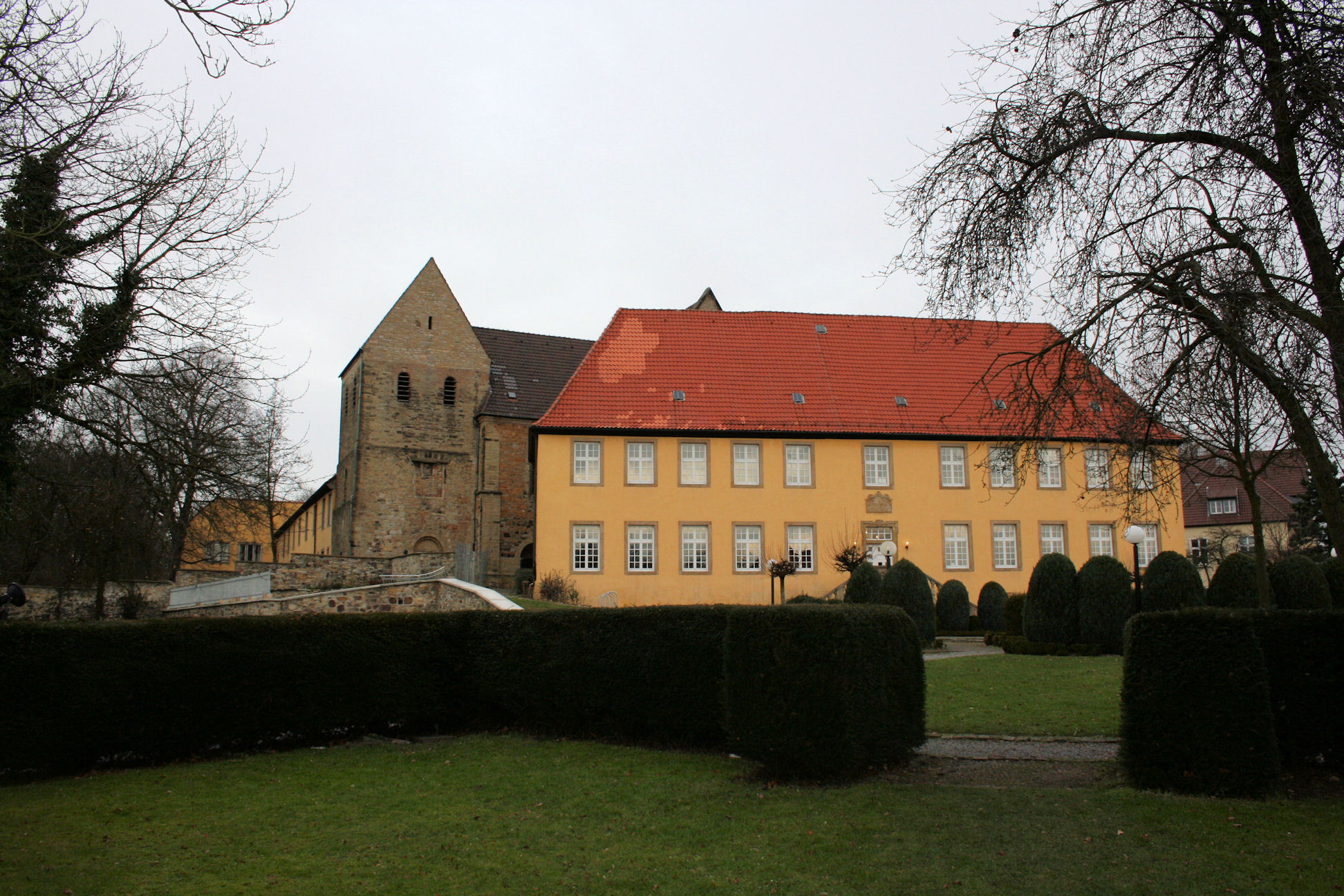
Äbtissinnenhaus von Süden, links der Westturm der Gertrudenkirche

Das Kloster Gertrudenberg ist eine ehemalige Benediktinerinnen-Abtei in Osnabrück (Niedersachsen). Es wurde in der ersten Hälfte des 12. Jahrhunderts gegründet und bestand bis 1803. Auf dem früheren Klostergelände befindet sich das 2007 privatisierte Niedersächsische Landeskrankenhaus Osnabrück. Erhalten sind das ehemalige Äbtissinnenhaus und die Klosterkirche mit barockem Hochaltar, die Gertrudenkirche. Sie wird als Simultankirche genutzt.

## Geschichte

### Vorgeschichte
Auf dem Gelände des späteren Klosters, auf einem strategisch wichtigen Hügel nordöstlich der Osnabrücker Altstadt, wurde bereits Ende des 8. Jahrhunderts, während der Christianisierung durch die Franken, eine karolingische Michaelskapelle errichtet. Sie befand sich vermutlich an der Stelle eines vorchristlichen sächsischen Heiligtums.

### Gründungs- und Baugeschichte
Der Osnabrücker Bischof Benno II. (Amtszeit 1068–1088), der das Benediktinerkloster in Bad Iburg gegründet hatte, wollte auf dem späteren Gertrudenberg ein der Heiligen Gertrud geweihtes Benediktinerinnenkloster gründen. Dazu wollte er Kanonissen aus dem Stift Herzebrock nach Osnabrück holen. Er scheiterte jedoch an ihrem Widerstand. Sie wollten sich nicht den benediktinischen Regeln unterwerfen. Dennoch wurde eine Klosterkirche errichtet, in die Mauerwerk der Michaelskapelle aus dem 8. Jahrhundert eingebaut wurde. Nachdem die Klostergründung zunächst gescheitert war, verfiel die Kirche.
Das Kloster wurde schließlich um 1140 unter dem Bischof Udo von Steinfurt (1137–1141) gegründet; sein Nachfolger Philipp von Katzenelnbogen (1141–1173) setzte die Regeln des heiligen Benedikt durch. Nun wurde unter Verwendung der bestehenden Fundamente und Mauern ein deutlich vergrößerter Kirchenbau errichtet. Diese Kirche wurde möglicherweise Anfang des 13. Jahrhunderts bei einer kriegerischen Auseinandersetzung zerstört.
Anschließend entstand die Klosterkirche in der heutigen Form, die zwischen 1230 und 1235 fertiggestellt wurde. Dabei wurden wiederum Fundamente und Mauern der Vorgängerbauten verwendet.

### Weitere Klostergeschichte
Das Kloster profitierte von Schenkungen, wie etwa der eines Hofs in Osterdamme bei Damme im Jahr 1180 durch den Grafen Simon von Tecklenburg. Auch der Osnabrücker Bischof Konrad I. von Velber (1227–1239) bedachte das Kloster mit der Verfügung über Besitzungen in Lotte und der Bauerschaft Düte im heutigen Westerkappeln, wie das Osnabrücker Urkundenbuch unter dem 18. Oktober 1272 belegt. Ebenso ging ein Hof in Ostercappeln  in den Besitz des Klosters über. Durch diese Einnahmen und andere wirtschaftliche Unternehmungen der Ordensfrauen wurde das Kloster wohlhabend, was bei den Osnabrücker Bürgern auf Missfallen stieß. Die Reformation überstand es unbeschadet.
Aufgrund seiner strategisch günstigen Lage wurde das Kloster bei kriegerischen Auseinandersetzungen häufig umkämpft und beschädigt. Als Osnabrück 1636 im Dreißigjährigen Krieg von kaiserlichen Truppen belagert wurde, brannte das Kloster ab. Daher bestehen heute außer der Kirche keine älteren Klostergebäude mehr. Der Wiederaufbau wurde 1658 abgeschlossen. Erhalten ist das 1767 gebaute Äbtissinnenhaus mit zwei Geschossen und Walmdach ebenso der ältere Westflügel, der 1765 umgebaut wurde. Ältestes Klosterbauwerk ist der Kreuzgang aus dem 12. Jahrhundert. Aus dem Jahr 1709 stammt das Pforthaus.
Das Kloster wurde 1803 aufgehoben, nachdem die Klöster in den an Frankreich gefallenen Gebieten entsprechend dem
Reichsdeputationshauptschluss säkularisiert wurden. Die Klostereinrichtung wurde in der Folgezeit verkauft.

### Das ehemalige Klostergelände nach 1803
Nach der Aufhebung des Klosters wurden die Gebäude bis 1849 als Zeughaus und anschließend als Lazarett genutzt. Auf dem Gelände ließ das Königreich Hannover 1861 die „Provinzialständische Irrenanstalt“ bauen, die 1868 für 200 Patienten eröffnet wurde. In dieser Zeit wurde begonnen, auch die ehemalige Klosterkirche für die Anstalt zu nutzen, dafür wurde sie neugotisch ausgestattet. 
Im Zweiten Weltkrieg wurden die ehemaligen Klostergebäude durch Bomben schwer beschädigt. Beim Wiederaufbau ab 1949 versuchte man, sich dem Originalzustand des 13. Jahrhunderts anzunähern und orientierte sich an der Klosterkirche Marienfeld, die den Krieg ohne Schäden überstanden hatte.
Seit 1970 ist das Gelände öffentlich zugänglich. Das frühere Äbtissinnenhaus wird teilweise als Café genutzt. In der heutigen Klinik und der Gertrudenkirche sind ein evangelischer und ein katholischer Geistlicher tätig. In der Kirche hielt die Osnabrücker Gemeinde der Alt-Katholiken Gottesdienste ab, bis sie Ende 2002 zur Bonnuskirche wechselte. Die Kirche ist nur zu Gottesdienstzeiten geöffnet.
Heute erinnern am Gertrudenberg die Straßennamen Klosterstraße, Gertrudenstraße und Nonnenpfad an das Kloster.

## Die Klosterkirche

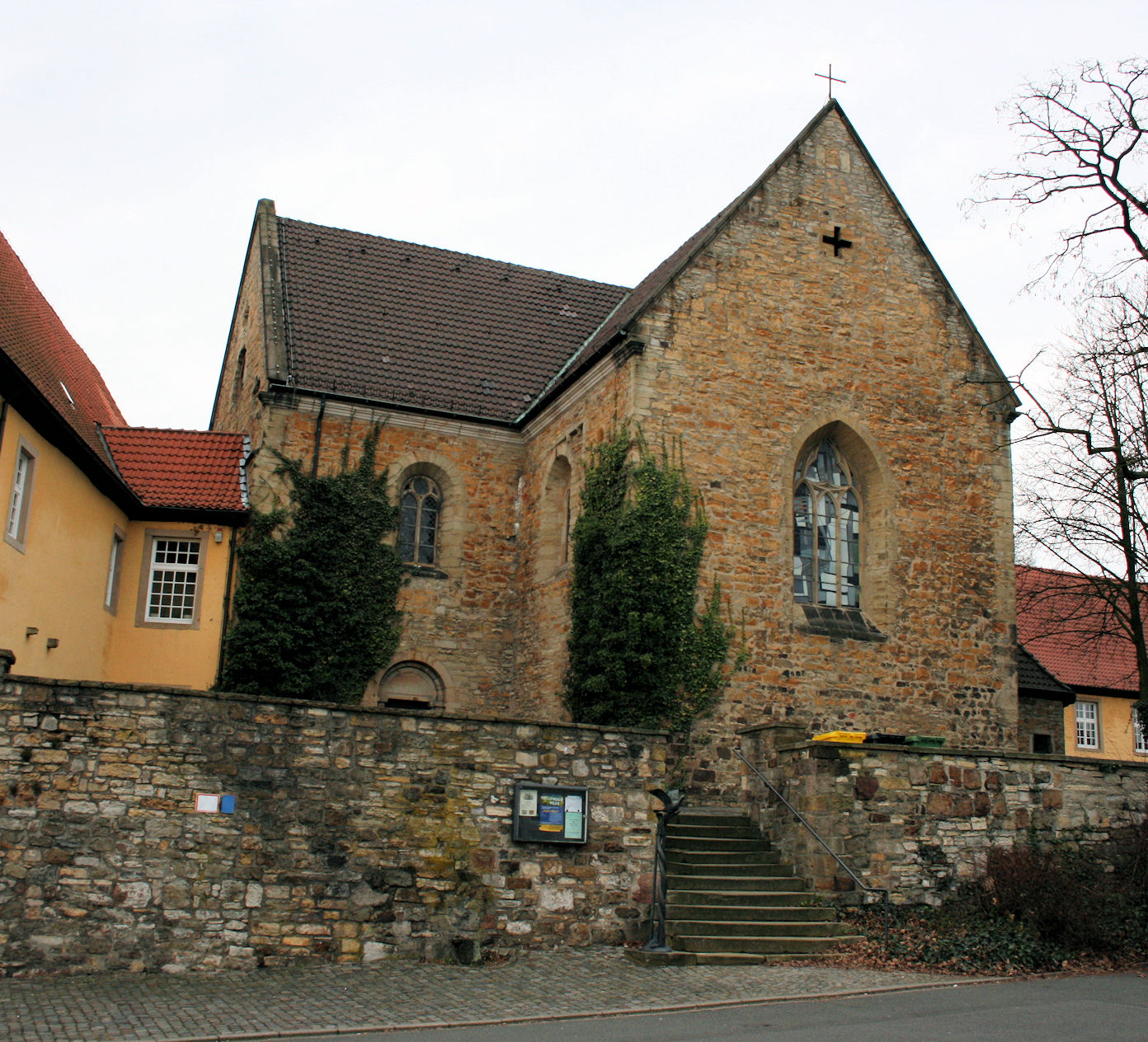
Gertrudenkirche von Osten, links der Querarm mit Verbindung zum Äbtissinnenhaus

### Architektur
Der Grundriss der Gertrudenkirche in ihrer heutigen Form spiegelt im Wesentlichen den Bauzustand des 13. Jahrhunderts wider. Die Kirche ist ein romanischer Saalbau aus unverputztem Bruchstein. Sie besteht aus einem einschiffigen, zweijochigen Langhaus, einem einjochigen, rechteckigen Chor und einem Westturm.
Im Süden des östlichen Langschiffjochs schließt sich ein einjochiger Querarm an, an den das barocke Äbtissinnenhaus angebaut wurde. Dort bestand früher ein Durchgang, über den die Äbtissin direkt ihre Empore im Querarm betreten konnte.
Der Chor stammt vom Vorgängerbau aus dem 12. Jahrhundert. An seiner Südseite sind zwei Lisenen zu erkennen, die aus den damals verwendeten Quadersteinen bestehen. Ebenso vom Vorgängerbau stammt der von einem Gebäude aus der Barockzeit überbaute Kreuzgang, der nördlich ans Langhaus anschließt.
Romanische Portale befinden sich an der Ostseite des Querarms (der heutige Haupteingang) sowie an der Nordseite des westlichen Jochs (zum Kreuzgang). Neben rundbogigen, romanischen Fenstern sind auch spitzbogige, gotische Fenster vorhanden, die 1482 bei einer Renovierung eingebaut wurden. Ebenfalls aus dem 15. Jahrhundert stammt die spätgotische Kapelle an der Nordseite des Chores, die heute als Sakristei dient. Mit ihr ist ein überdachter Gang verbunden, der parallel zum Langhaus bis zum Kreuzgang verläuft.
Der Turm wird heute, wie die gesamte Kirche, von einem einfachen Satteldach bedeckt, das aus Dachziegeln besteht. Ein früheres achteckiges barockes Zeltdach des Turms ist im Zweiten Weltkrieg zerstört worden.

### Innenausstattung

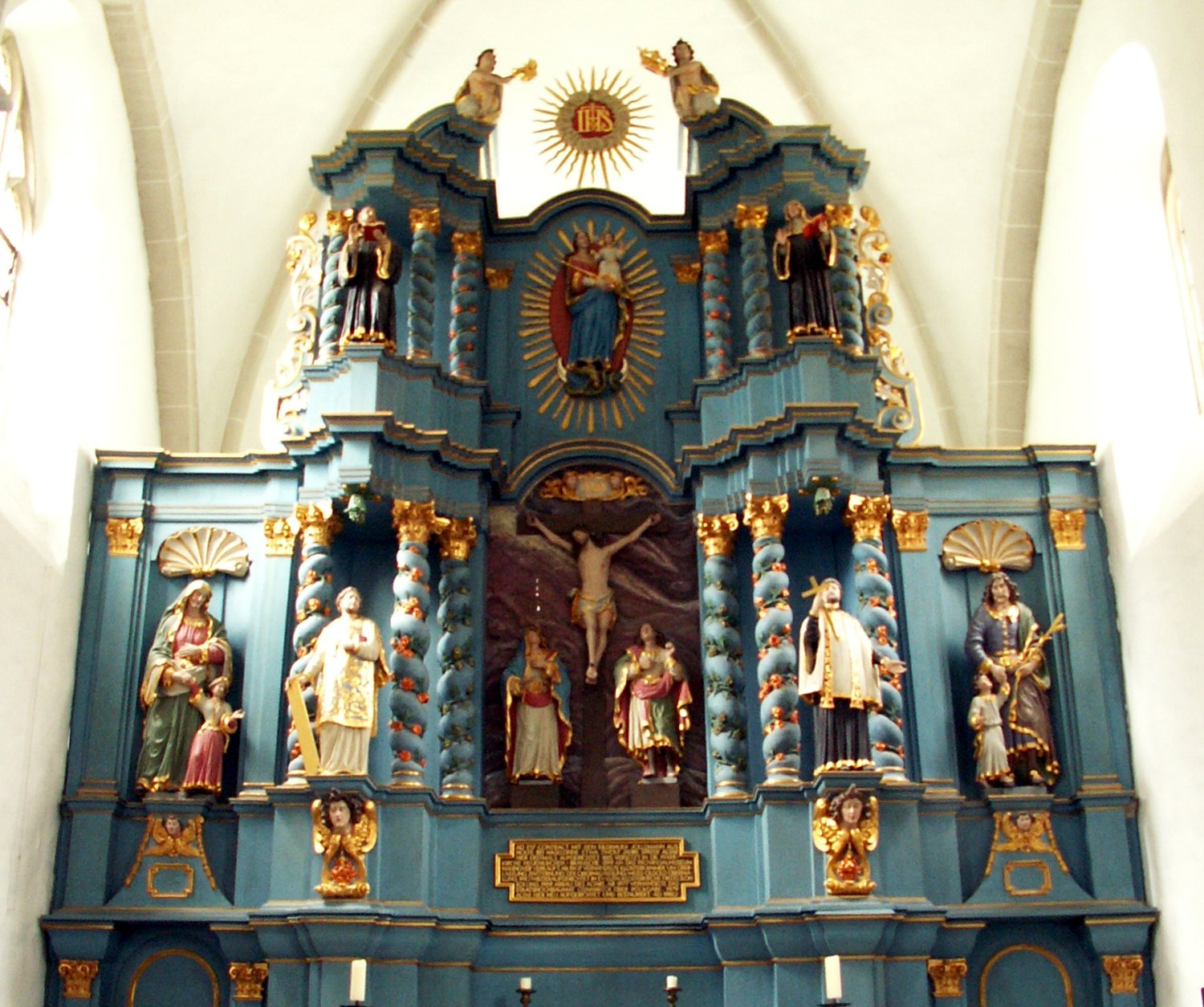
Hochaltar

Die Ostseite des Chores wird von einem zweigeschossigen barocken Hochaltar verdeckt, der von dem regional tätigen Bildhauer Thomas Simon Jöllemann (* 1670) geschaffen wurde. Er wurde 1717 bestellt und 1729 geliefert. Nach der Säkularisation wurde der Altar, wie viele weitere Einrichtungsgegenstände, verkauft, kam 1815 in die St.-Laurentius-Kirche in Neuenkirchen und von dort ins Provinzialmuseum Hannover. Nach einer grundlegenden Restaurierung steht er seit 1980 wieder am ursprünglichen Platz in der Gertrudenkirche. Er ist der einzige in Osnabrück erhaltene Hochaltar aus der Barockzeit.

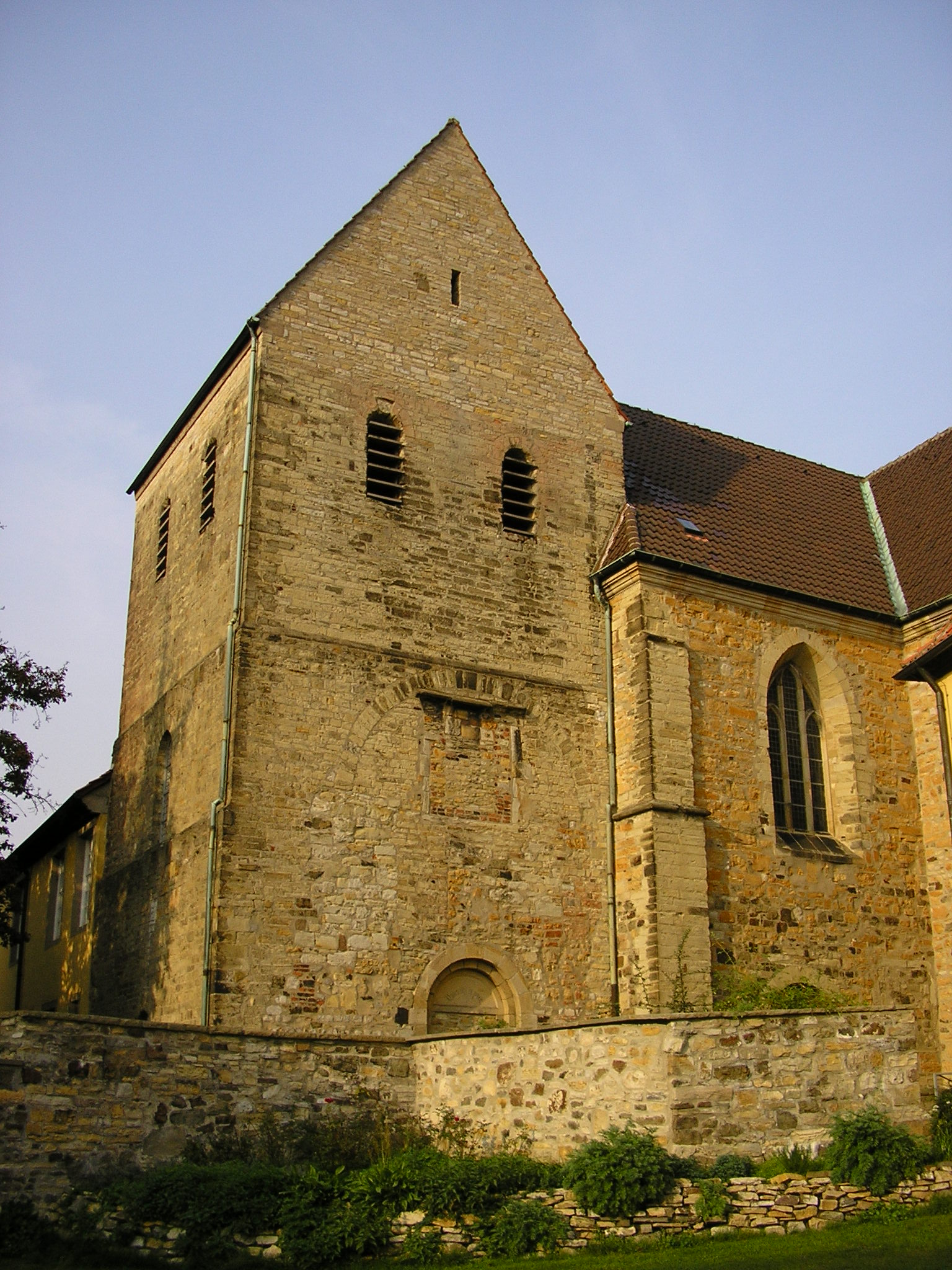
Turm und westliches Langhausjoch von Südwesten
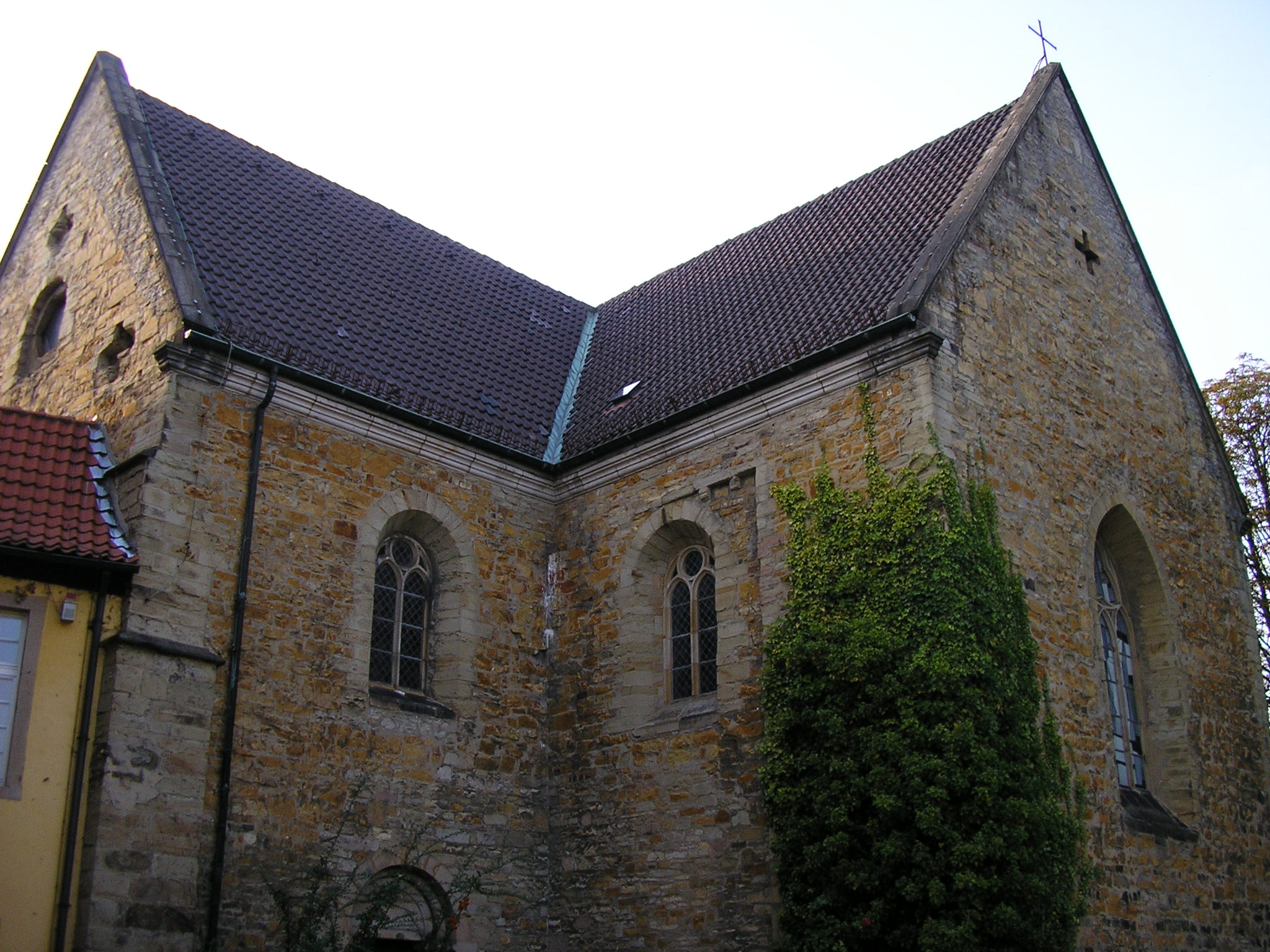
Querarm und Chor von Südosten

## Kunstwerke
Im Bereich des ehemaligen Klosters befindet sich eine Reihe von Kunstwerken aus dem 20. Jahrhundert. Zu ihnen gehören zwei Bronzeskulpturen der in Schleswig-Holstein lebenden Bildhauerin Frauke Wehberg (* 1940). Die Bronzeskulptur Friedenstaube (1986) steht am Aufgang zur Klosterkirche. An der Südfront des Äbtissinnenhauses findet sich ihre Skulptur Lilie (1986). Von Hans Gerd Ruwe stammt die Brunnenanlage Schäfer an der Tränke (1983), ebenfalls aus Bronze, neben der Klosterkirche.

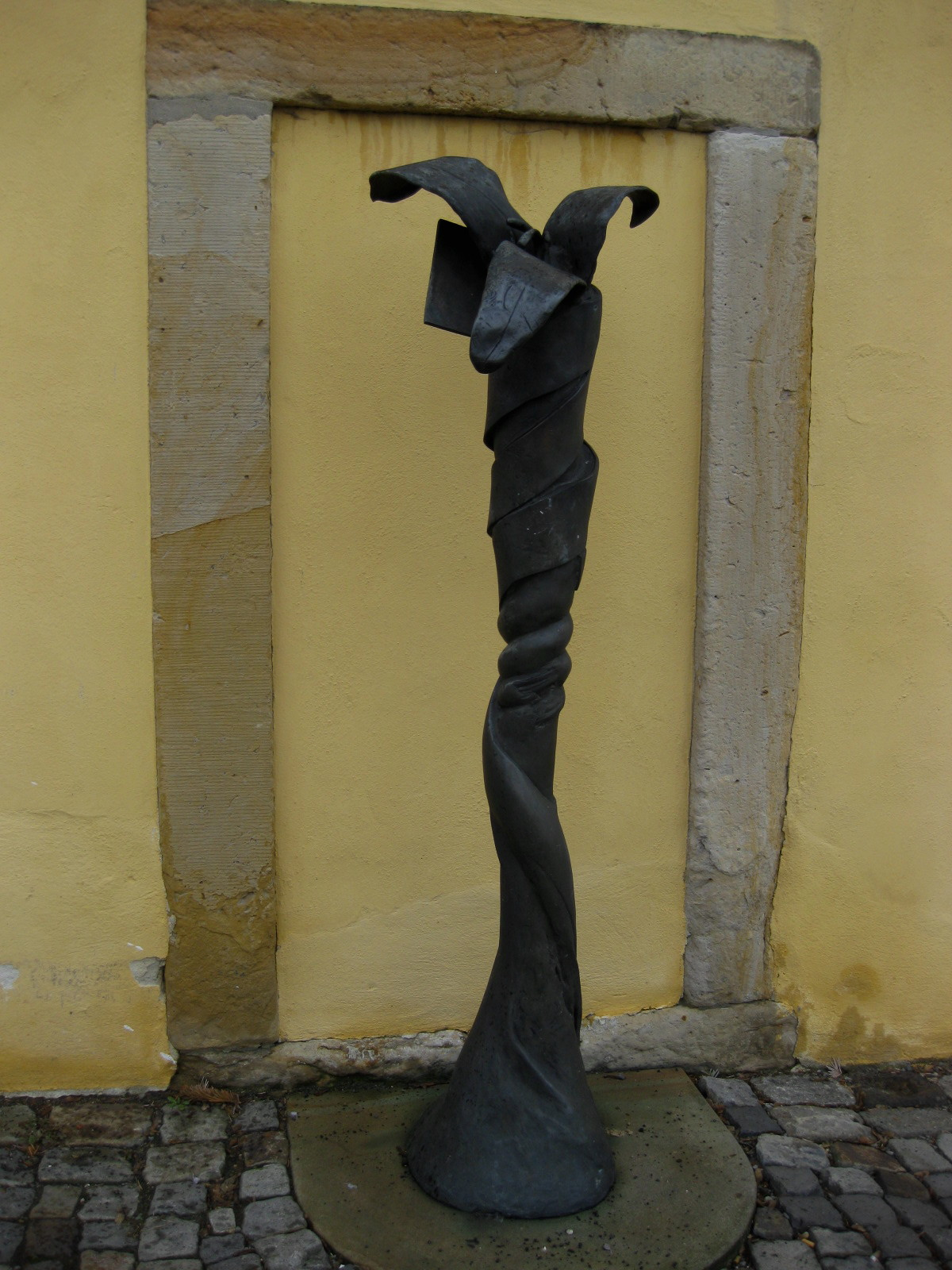
Frauke Wehberg: Lilie (1986)
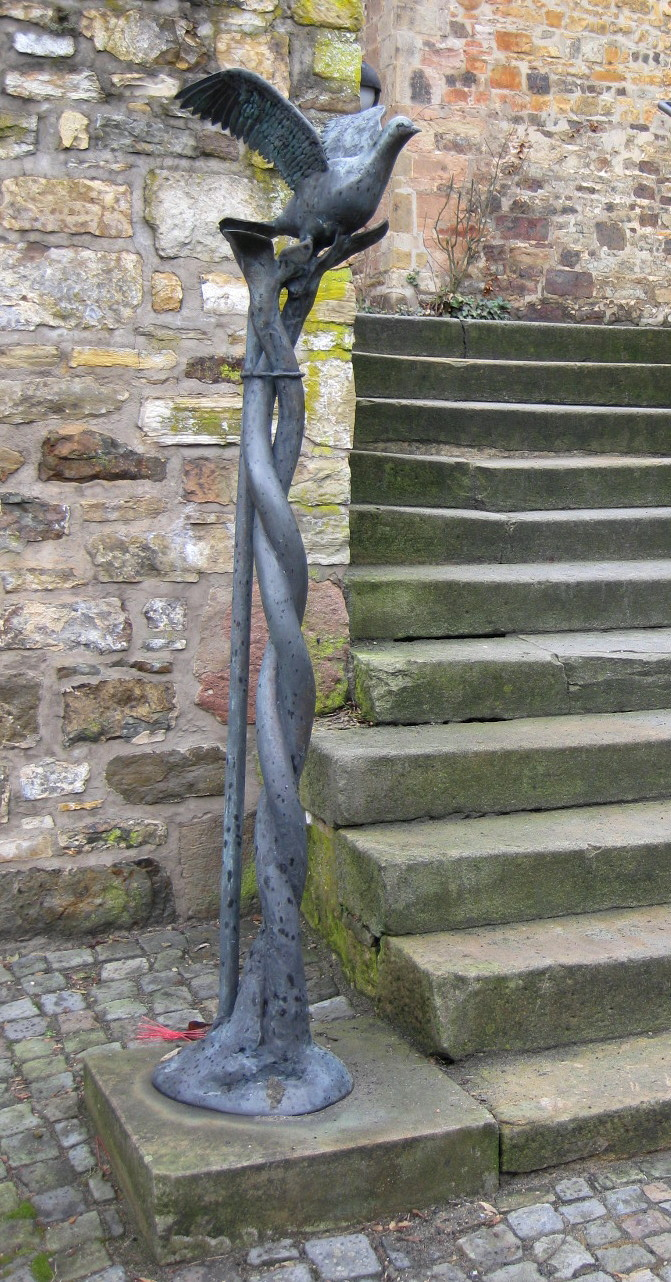
Frauke Wehberg: Friedenstaube (1986)
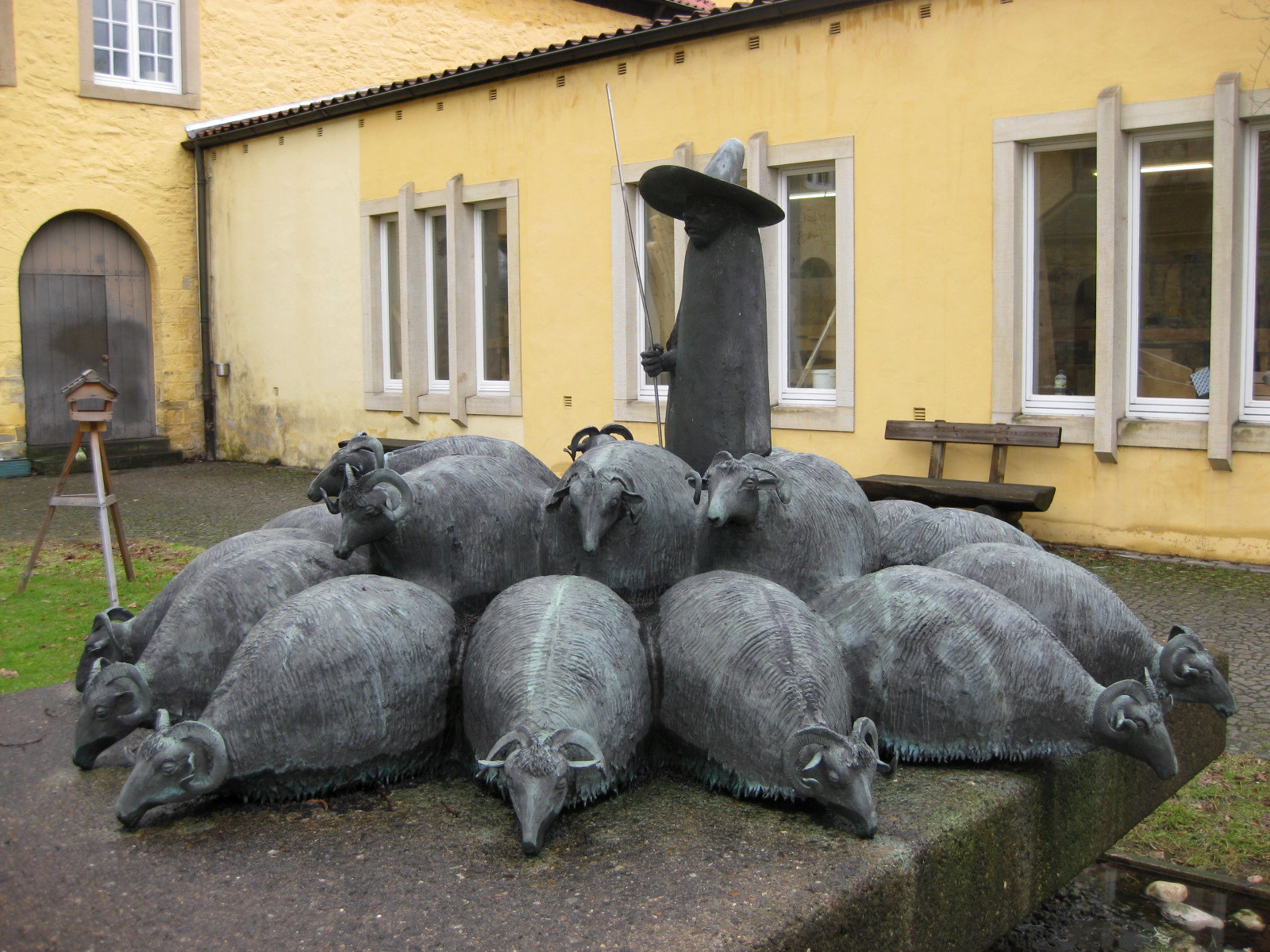
Hans Gerd Ruwe: Schäfer an der Tränke (1983)